# Vilma Fuentes
 (avril 2021).
Vilma Fuentes est une écrivaine mexicaine.

## Biographie
Vilma Fuentes est née à Mexico le 22 août 1949. Elle est journaliste et écrivaine. En 1969 elle intègre le Centre Mexicain d'Écrivains où elle côtoie des grandes figures de la littérature mexicaine comme Juan Rulfo et Salvador Elizondo. Depuis 1975 elle vit à Paris où elle est correspondante de presse écrite et audiovisuelle, dont le quotidien mexicain La Jornada où elle collabore régulièrement.

## Liste des œuvres
- Les Greffiers du diable, Arles, Actes Sud, 2011, roman traduit de l'espagnol (Mexique) par Claude Fell.
- Des Châteaux en enfer, Arles, Actes Sud, 2008, roman[3],[2].
- King Lopitos, Les Allusifs, roman traduit de l'espagnol (Mexique) par Émile et Nicole Martel, 2001
- Gloria, Paris, La Différence, roman.
- La Castañeda, Paris, La Différence, roman[4].
- L'autobus de Mexico,  Arles,  Actes Sud, 1995, roman traduit de l'espagnol (Mexique) par Claude Bleton.